# Vivian Hickey
Vivian Ellen (de soltera Veach) Hickey (25 de marzo de 1916 – 28 de abril de 2016) fue una educadora, activista y política estadounidense.

## Biografía
Nacida en Clayton, Illinois, Hickey se licenció por la Universidad de Rockford, en 1937 e hizo su maestría en la Universidad de Carolina del Norte, en 1938. 
Hickey también estudió en el Instituto Politécnico Bradley y en la Universidad de Wisconsin. 
Enseñó en Keith Country Day School, Winnebago High School y Rockford University. Vivía en Rockford, Illinois. 
Hickey fue elegida miembro de la Junta de Rock Valley College y se afilió al Partido Demócrata.
En 1974, Hickey fue nombrada miembro del Senado de Illinois después de que la senadora Betty Ann Keegan muriera mientras ocupaba el cargo. Hickey fue elegida para lo que se conoció como el "Escaño de la Mujer": varias mujeres de Rockford fueron elegidas de forma consecutiva para el escaño del 34º Distrito del Senado.
Hickey fue senadora hasta 1979. Durante su mandato, Hickey sobrevivió a un cáncer. "Cuando estaban a punto de operarme de cáncer, pensé: 'Dios mío, no me dejes morir. Ninguna otra mujer se presentará a la Legislatura'", señalaba Hickey en un artículo del Chicago Tribune de 1990. "Supongo que funcionó porque todavía estoy aquí".
Era miembro de los llamados "Crazy 8", un grupo de ocho senadores demócratas conocidos por actuar aparte del resto del Senado.
En 2011, Hickey se mudó a Mill Valley, California, para estar más cerca de su familia.
Murió en Redwoods Retirement Community en Mill Valley, California, a la edad de 100 años.